# モンゴルの声
モンゴルの声（モンゴルのこえ、モンゴル語: Монголын Дуу Хоолой、英語: Voice of Mongolia、略称：VOM）とは、モンゴル国の首都ウランバートルから放送されている国際放送サービス。
モンゴル国営放送（MNB）は、1980年頃より日本語放送の開始を計画していたが、1989年に実現した。

## 番組
ニュース、モンゴルの情報、最新のヒットなどといった構成である。なお、毎週日曜日には、「ウィークエンドスペシャル」で、お便り紹介がある。

## 歴史
- 1964年9月 - 放送開始（モンゴル語、中国語）
- 1989年1月20日 - 日本語放送開始。

## 受信報告発送
国際返信切手券（IRC）を一枚またはアメリカの1ドル札を同封すること。

## 送信機関係
- 50kW送信機 3機
- 100kW送信機 1機
- 250kW送信機 1機
- 500kW送信機 1機

- 中波990kHzの送信出力は500kW（日本語放送では使われていない）。
- 短波 12,085kHz 及び 12,015kHzの送信出力は250kW。
- 送信所の位置は北緯47度55分00秒 東経107度00分00秒 / 北緯47.91667度 東経107.00000度付近である。

## 放送時間・周波数 （JST）
2021年12月4日 現在
| 放送言語           | 放送開始 | 放送終了 | 送信方向 | 周波数（中波） |
| ------------------ | -------- | -------- | -------- | -------------- |
| モンゴル語         | 1830     | 1900     | アジア   | 990kHz         |
| 中国語（北京官話） | 1900     | 1930     | アジア   | 990kHz         |
| モンゴル語         | 2300     | 2330     | アジア   | 990kHz         |
| 中国語（北京官話） | 2330     | 0000     | アジア   | 990kHz         |

| 放送言語           | 放送開始 | 放送終了 | 送信方向   | 周波数（短波） |
| ------------------ | -------- | -------- | ---------- | -------------- |
| 英語               | 1800     | 1830     | アジア     | 12,085kHz      |
| モンゴル語         | 1830     | 1900     | アジア     | 12,085kHz      |
| 中国語（北京官話） | 1900     | 1930     | アジア     | 12,085kHz      |
| 日本語             | 1930     | 2000     | アジア     | 12,085kHz      |
| 日本語(再放送)     | 2200     | 2230     | アジア     | 12,015kHz      |
| モンゴル語         | 2230     | 2300     | アジア     | 12,015kHz      |
| 英語               | 2300     | 2330     | ヨーロッパ | 6,005kHz       |
| 中国語（北京官話） | 2300     | 2330     | アジア     | 12,015kHz      |
| 英語               | 2330     | 0000     | アジア     | 12,015kHz      |

送信出力：中波は500kW、短波は250kWである。
ヨーロッパ向けの放送はドイツKall-Krekei送信所からの放送である。
※JST＝UTC+9